# 741
Năm 741 là một năm trong lịch Julius.

## Mất
- Charles Martel